# اوبویلر
اوبویلر (به فرانسوی: Aubvillers) یک کمون در فرانسه است که در سم (فرانسه) واقع شده‌است. اوبویلر ۴٫۸۸ کیلومتر مربع مساحت دارد ۱۱۳ متر بالاتر از سطح دریا واقع شده‌است.